# Arabische honingzuiger
De Arabische honingzuiger (Cinnyris hellmayri) is een zangvogel uit de familie van de honingzuigers die voorkomt op het Arabisch Schiereiland. De vogel is in 1904 als ondersoort van de glanshoningzuiger (C. habessinicus) beschreven.

## Kenmerken
De vogel lijkt uiterlijk en in gedrag sterk op de glanshoningzuiger maar is iets groter en maakt een ander geluid en is daarom afgesplitst.

## Voorkomen en leefgebied
Er zijn twee ondersoorten:
- C. h. kinneari (West-Saoedi Arabië)
- C. h. hellmayri (Zuidwest-Saoedi-Arabië, Jemen en Oman)

Het leefgebied bestaat uit doornig struikgewas met bloesems in droge rivierbeddingen, agrarisch gebied, tuinen en montaan bos tot 1800 m boven de zeespiegel.

## Status
De Arabische honingzuiger heeft een groot verspreidingsgebied en daardoor alleen al is de kans op uitsterven gering. De grootte van de populatie is niet gekwantificeerd, deze honingzuiger is echter plaatselijk zeer algemeen. Daarom staat deze honingzuiger als niet bedreigd op de Rode Lijst van de IUCN.